# Johnny Kronvall
Johnny Kronvall, född 30 januari 1948, är en svensk professor emeritus i byggteknik vid Malmö högskola.
Johnny Kronvall är teknologie doktor och disputerade i byggnadsfysik 1980 på avhandlingen Air flows in building components vid Lunds tekniska högskola. Han har varit chef vid Statens provningsanstalts laboratorium för byggnadsteknik, adjungerad professor i byggnadskonstruktionslära vid Lunds universitet, professor vid Malmö högskola och även verksam vid Institutet för hållbar stadsutveckling där han bland annat drev projektet "Ekologisk omställning av efterkrigstidens bebyggelse”. Han är sedan 2010 verksam vid programvaruföretaget Strusoft.  